# Марсель (телесеріал)
«Марсель» (фр. Marseille) — французький драматичний телесеріал, прем'єра якого відбудиться на Netflix у 2016 році.

## Синопсис
У центрі сюжету «Марселя» — Робер Таро, який протягом чверті століття керує містом на півдні Франції. Майбутні вибори зіштовхують його з молодим амбітним політиком, якого герой раніше представляв як свого наступника. У нещадній боротьбі за владу, що розкриває соціальні виразки, будуть також задіяні місцеві наркоділки, профспілки та громадські авторитети.

## У ролях
- Жерар Депардьє — Робер Таро, мер Марселя
- Бенуа Мажимель
- Жеральдін Пайя
- Надя Фарес
- Паскаль Елсо
- Жерар Мелан